# Денні-Фантом
«Денні-Фантом» (англ. Danny Phantom) — американо-канадський анімаційний телевізійний серіал, створений студією «Billionfold Studios» для телеканалу «Nickelodeon» 2004 року.
Мультсеріал розповідає про життя чотирнадцятирічного хлопчика Денні Фентона, який випадково став напів-привидом — напів-людиною, борцем зі злими духами, що з'являються з «Примарної Зони». Шоу створено Бутчем Гартманом — творцем відомого мультсеріалу «Дивакуваті родичі», і намальовано на студії «Billionfold», за підтримки «Nickelodeon». На даний момент зйомки мультсеріалу завершені (створено три сезони), однак Бутч не заперечує, що готовий продовжити роботу над серіалом, якщо знайдуться спонсори[джерело?].

## Ідея
Спочатку мультсеріал планувалося назвати «Danny Phantom and the Spector Detectors» (Денні-привид і Спектральний Детектор) і присвятити його розповіді про команду підлітків, які борються з привидами. Але пізніше було ухвалено рішення змінити тему мультсеріалу на ту, що і була пізніше випущена у світ, так як ідея підлітка-примари здалася творцям цікавіше. Планувалося також впровадити ідею про те, що персонажі Сем і Денні матимуть телепатичний зв'язок, але пізніше вона була відхилена.
В промальовування графіки вніс свій вклад професіонал Стівен Сільвер, в цілому графіком можна охарактеризувати як вище середнього рівня для такого роду мультсеріалів. Більшість сценаріїв написано Стівом Мармелом і Марком Бенкером. Музичний супровід для мультсеріалу написав Гай Мун.

## Персонажі
- Деніел (Денні) Фентон/Денні-фантом — головний герой мультфільму. Денні — звичайний 14-річний підліток, який ходить в звичайну школу, де досить звичайно не особливо добре ведеться в навчанні та при цьому служить об'єктом нападок шкільних хуліганів, оскільки не обдарований особливо потужною статурою. Але це все — тільки для тих, хто не знає таємниці Денні — після випадку з винаходом його батьків, він веде друге життя, де виступає в ролі Денні-примари — захисника людей від злих привидів. Батьки Денні — пристрасні дослідники всього, що пов'язано з примарами (незважаючи на те, що вони навіть не були впевнені в їх існуванні до певного моменту). Їм вдалося створити портал, який відкрив прохід у світ духів — «Примарну Зону». Відкриття цього порталу привело до того, що Денні, з цікавості заглянувши в нього і випадково включивши при цьому, одержав примарну силу. Тепер він може переходити з одного стану в інший, бути то людиною, то духом. Стаючи примарою, Денні отримує здібності:

1. Ектопромені (Денні випускає їх зі своїх долонь).
2. Невидимість + Невідчутність.
3. Левітація.
4. Створення своїх клонів (за три сезони мультсеріалу навчився створювати не більше чотирьох).
5. Вселення в людей.
6. Примарний Вий (з'явився у другому сезоні, потужна, але дуже витратна форма енергії).
7. Примарне Замороження (з'явилася в 3-му сезоні).
8. Погодні сили (тільки в 4-й серії 3-го сезону).
9. Щити

Про свою примарну половину Денні розповів тільки двом найкращим друзям — Сем і Такеру. Згодом про його секреті дізнається і сестра Джесс. Інші персонажі не раз називають Денні панком, але на представника субкультури він схожий тільки зовні: зачіска, кеди, проста «вуличний» одяг. У 2-му сезоні Сем прикріпила символ в вигляді літери D до примарного костюму.
- Саманта (Сем) Менсон — одна з найкращих друзів Денні. Стверджує, що їх відносини носять виключно дружній характер (що підтверджує і сам Денні), хоча у оточуючих виникають сумніви з цього приводу, які підкріплюються деякими епізодами в мультфільмі. Сем позиціонує себе як гота. Відповідно цьому образу вона завжди одягається в усе чорне, відвідує вечори готичної поезії і відчуває відверту неприязнь до всього популярному. Крім того, Сем — затята захисниця тварин, любить природу і є ультравторічной вегетаріанкою. Має дуже багатих батьків, але воліє тримати це в секреті. Навіть її найкращі друзі Денні і Такер дізналися про це далеко не відразу після знайомства з Сем. До того ж, в восьмий серії другого сезону з'ясовується, що до всього іншого дівчина не святкує Різдво, так як вона — єврейка.
- Такер Фоулі — один з найкращих друзів Денні. Дуже сильно захоплюється електронними технологіями, через що отримав прізвисько «техноманіяк». Як і Денні, не володіє міцною статурою і великою фізичною силою, а тому Такеру також регулярно дістається від шкільних хуліганів. Іноді в нього проявляється комплекс меншовартості, який викликаний відсутністю уваги з боку протилежної статі і тим, що мало хто прислухається до його слів. Боїться всього, що пов'язано з лікарнею. Обожнює їсти, але обов'язково що-небудь м'ясне і поживне.
- Джезмін (Джесс) Фентон — старша сестра Денні. Їй 16 років. Дуже старанна і практична дівчина, відмінниця. Має вельми високу думку про себе і вважає себе абсолютно дорослою. Впевненість у власних знаннях і силах іноді заважає їй, не даючи помітити власні помилки або зрозуміти, що її дії негативно оцінюються іншими людьми. Дуже скептично ставиться до того, чим займаються її батьки, і до їх життєвої позиції. Дізналася секрет брата в 9 серії 1 сезону. До того, як Джесс дізналася, що Денні є хлопчиком-примарою, вона була досить низької думки про його здібності і перспективах. Дізнавшись секрет брата, Джесс змінила своє ставлення, але продовжує прагнути опікати Денні, вважаючи, що краще нього представляє, як для брата буде краще.
- Джек Фентон — батько Денні. Геніальний вчений, який присвятив практично все своє життя дослідженням привидів і їх природи. Створив чимало унікальних пристроїв, здатних допомогти в боротьбі з примарами або в розумінні їх суті. Вважає себе вельми успішним мисливцем на примар, проте як правило далі винаходів його не вистачає — тут за справу береться Медді. Будучи повністю поглинутим своїми дослідженнями, Джек частенько буває неуважний до всього іншого, незграбний і забудькуватий, допускає помилки в найпростіших ситуаціях, та й винаходи часто працюють непередбачувано. Довірливий, простодушний, наївний; одним словом — простак. Розумний в науці, дурнуватий по життю. Зате дуже любить свою сім'ю.
- Меддісон (Медді) Фентон— мати Денні. Як і чоловік, присвятила всю себе науковій роботі, пов'язаної з примарами, але на відміну від Джека Фентона, захопленість роботою не заважає Медді вести господарство, стежити за всім, що відбувається навколо і вирішувати проблеми, які не пов'язані з примарами. Значно успішніше свого чоловіка в полюванні на привидів, але майже завжди намагається не вказувати йому на це, оскільки сильно любить Джека і не хоче робити йому неприємно. У своїх дітях душі не чує. Володіє чорним поясом по карате.
- Влад Мастерс/Влад Плазміус — головний ворог Денні. Живе в Вісконсині, в ході серіалу переїжджає в Парк Дружби і стає мером. Вчився разом з батьками Денні в університеті Вісконсіна, тоді ж узяв участь в їх спільному експерименті зі створення тестової версії порталу в світ духів. Під час експерименту Влад опинився під впливом потоку енергії, в результаті чого отримав примарну силу і захворів важкою хворобою ектоугрей (як пізніше з'ясовується бо Джек по неуважності залив в фільтр газовану воду). Після цього багато років провів у лікарні, а вийшовши з неї використав силу примари для здійснення пограбувань і завдяки цьому зібрав величезний статок. З молодості закоханий в Медді і всіма силами прагне відібрати її у Джека, якого ненавидить і вважає повним ідіотом. Зарозумілий і схильний до самозамилування. В цілому є сильним противником з великим досвідом, проте після декількох перших зустрічей в більшості епізодів виступає як не надто небезпечний противник, схильний багато базікати.
- Валері Грей — однокласниця Денні і один з ворогів Денні-примари. Входила в компанію «крутих» дітей в школі, поки її батько не втратив роботу через примарного пса Куджо, котра розорила всі його праці. Після цього Велірі зненавиділа привидів, а незабаром отримала анонімну посилку (від Влада), в якій знаходилося антипривидну зброю, спеціальний костюм для полювання на привидів і серф, який можна використовувати для польотів. Посилка була якраз до місця, і Велірі перетворилася на мисливицю на привидів. Вона намагалася тримати це в секреті, але згодом Денні, Сем, Такер і батько Валері дізнаються про її друге життя. Насамперед Велірі хотіла знищити Денні-примари, бо вважала його винуватцем своїх бід. Водночас дуже цікаво розвивалися її стосунки з Денні Фентоном — від взаємної антипатії вони прийшли до глибокої симпатії. Що призводить до ревнощів Сем, так як вона також виявляє нього почуття.
- Поліна — однокласниця Денні. Дуже красива і ефектна дівчина, але в той же час стервозна пустушка. В школі користується величезною популярністю як у хлопців, так і у дівчат, які бажають триматися поближче до Поліни, щоб грітися в променях цієї популярності. Самовпевнена і самозакохана, зневажає всіх, хто не належить до кола популярних людей. Закохана в Денні-примару, і зневажливо ставиться до Денні Фентон, не здогадуючись, що вони — одна особа. В оригінальній озвучці Поліна говорить з акцентом, характерним для іспаномовних жителів США.
- Деш Бакстер — однокласник Денні. Типовий шкільний хуліган, недалекий і вирішальний будь-які питання за допомогою сили, але користується завдяки цьому великим авторитетом. Зірка футболу. Одним з головних розваг для Деша є знущання над тими, хто слабший його. Обожнює Денні-примару. Його аналогом є Флеш Томпсон з мультсеріалів про Людину-Павука.
- Кван — однокласник Денні. Друг Деша Бакстера, що постійно перебуває в його компанії. Ще більш недалекий і неосвічений, але менш схильний до хуліганства з причини більш м'якого характеру, а тому не має такого потужного авторитету, як Деш.
- Стар — однокласниця Денні. Майже постійно перебуває в компанії володіє великою популярністю Поліни, прагнучи таким чином підняти свій авторитет і входити в число «крутих». Близька подруга Валері Грей. Є об'єктом симпатії Такера.

## Примари
- Ланч Леді — привид шкільної кухні. Управляє столовими приборами, кухонною технікою і м'ясом. З м'яса може створювати для себе потужне тіло. Перший привид, з яким бився Денні.
- Скалкер — маленький дух, що сидить в механічному екзоскелете. Є мисливцем, і любителем, і найманцем одночасно; коли йдеться про любителя — то він моторошний базіка, але коли його наймають … Любить ловити привидів, випускати їх на свій острів і полює там на них. Його головною здобиччю є Денні-привид, він постійно називає його «щеням». Судячи за кількома епізодами, хлопець Ембер.
- Ящиковий привид, або Ящик — управляє ящиками і нічого більше. Полохливий і настирливий. Не небезпечний.
- Боксланч — майбутня дочка Ланч Леді і ящикового примари. З'являється тільки в серії The Ultimate Enemy. Управляє, як видно з її походження, ящиками з їжею.
- Клімпер — привид холоду. Одягнений в піжаму. Дурнуватий, хоче з усіма дружити, при цьому стискаючи в обіймах до посиніння, а у відповіді йому відмовляють. Небезпечний.
- Ембер МакЛейн — привид музики, дівчина з волоссям з блакитного вогню. Її енергію підживлюють крики її фанатів. За допомогою гітари зомбує людей.
- Микола Технус — привид електротехнологій. Може управляти технікою, вселятися в неї і створювати з неї механічний екоскелет
- Сідні Поіндекстар — жив півстоліття тому, був жертвою всіх принижень (особливо в школі). Його так часто запихали в його шафка (шафка № 724), що його дух мешкає там. Ненавидить хуліганів.
- Дезіре — привид бажань, свого роду привид-джин. Вона була наложницею, якій обіцяли, що вона коли-небудь стане пані, але її прогнала ревнива дружина султана, а потім вона померла з розбитим серцем. Після її дух почав виконувати будь-які бажання людей.
- Янг Блад (англ. Young Blood) — привид шкідливої 5-річної дитини. Надто нахабний і дуже спритний. Його можуть побачити тільки діти та інші примари, як видно з його імені.
- Вокер — ватажок примарної поліції і начальник Примарної в'язниці, нахабний, упертий на своєму і завжди намагається досягти своєї мети.
- Вульф — привид людини-вовка. Говорить на есперанто, його розуміє лише Такер, який знає цю мову. Має здатність своїми кігтями розривати тканину реальності, щоб проникати в інші світи, і витягувати з людей духів. Спочатку був ворогом Денні-примари (через електроошийника), потім подружилися.
- Пенелопа Спектра — жінка-дух у вигляді чорного силуету з очима і щелепою. Використовує штучне тіло, щоб злитися з натовпом людей, підживлюється комплексами і душевними стражданнями людей. До зустрічі з Денні була шкільним психологом в його школі
- Бертран — підручний Спектри, що має зовнішній вигляд низькорослого й добродушного на перший погляд чоловічка. Вміє перевтілюватися.
- Джонні 13 — байкер-привид. Має живу тінь, в якій міститься вся його сила, ця тінь може літати, битися і дуже боїться світла. Хлопець Кітті.
- Кітті — ревнива дівчина Джонні 13.
- Паріа Дарк —король примарного світу. Найсильніший і жорстокий привид. Був звільнений завдяки старанням Влада Плазміуса з пошуку Кільця Влади.
- Ноктюрн — дуже небезпечний привид сну. Присипляє людей і харчується їх снами. Коли його сила велика, він росте в розмірі і може закликати на допомогу Сновид — малоформенних привидів.
- Клоквейк — привид часу, друг Денні. Керує часом, може переміщатися в ньому і зупиняти його.
- Аморфо — привид в чорному плащі і капелюсі, з червоними світловими точками замість очей, який не має обличчя. Має здатність перетворюватися в точну копію будь-якого живої істоти, тільки з червоними очима. Хоче бути прославленим, як Денні-привид.
- Дора — принцеса середньовічного королівства в примарній зоні. Завдяки намисту може перетворюватися в блакитного дракона. У двох епізодах представлена як примхлива дівчина, яка «хоче танцювати», але в одному епізоді — як могутня принцеса. Сестра принца Ерагона. В якійсь мірі подруга Сем.
- Сорняк — рослина-привид. Володіє телепатичним зв'язком з рослинами, може ними керувати. Має властивість швидко регенеруватися після ушкоджень, що робить його практично непереможним. Слабкість — холод.
- Фростбайт — привид, схожий на білого йєті з крижаними рогами і імплантатом з льоду замість руки. Він і село йому подібних володіють силою заморозки. Друг Денні.
- Ден-привид — доросле і зле втілення Денні близько 20—25 років. Він з'явився в результаті відділення Денні від його примари, коли потім примарні половини Влада і Денні злилися. Неймовірно могутній: здатний роздвоюватися, створювати хвилі енергії ектоплазми (Примарний Вий), випускати зі своїх долонь промені величезної потужності, створювати енергетичні клітини і випускати з долонь ектоплазменний клей.
- Деніель — клон Денні, створений Владом Плазміусом. Дівчинка, дуже схожа на Денні. Їй 12 років. Стверджує, що вона чотириюрідна сестра Денні. Так само як і він, напівлюдина-напівпривид. Нестабільна і при великій витраті сили поступово перетворюється в ектоплазму. Спершу вона виконувала накази Влада, але потім, зрозумівши, що він її ні в що не ставить, стала союзником Денні. Де живе-невідомо. В передостанній серії 3-го сезону, завдяки Денні, стала повноцінним напівпривидом.
- Фрікшоу — злий готичний клоун. До привидів він не відноситься, але сильно їм заздрить. Спочатку за допомогою сфери, яка передавалася в його родині від покоління до покоління, гіпнотизував привидів, пізніше був переможений.
- Ерагон — Дуже жорстокий, ні в що не ставить ні сестру, ні інших. В одній серії надумав одружитися з Сем, оскільки вона помилково виграла конкурс краси, який проводився в «Casper High». Може перетворюватися в Чорного дракона. Переможений Дорою, подальша доля невідома.
- Вортекс — тисячолітній-привид, а також привид погоди. Він буквально знаходить Землю, вважає її безглуздою планетою, і приніс хаос на Землі протягом століть. Його недоліком є пряме сонячне світло, яке змушує його зменшуватися і втрачати силу, подібно до того, як холодно на бур'яни і він зменшується в серії «Місто Джунглів».

## Зброя та винаходи Фентонів
- Фентон-термос — надійно засмоктує всередину привидів, після чого їх можна випустити в примарну зону.
- Вудка для примар — пристосування, головною цінністю якого є волосінь, яку привиди не можуть порвати.
- Фентон-базука
- Ектолазер
- Міні-портал
- Фентон-свертиш — пристосування яке зменшує розмір примари і його силу.
- Пилосос для примар — схожий на Фентон-термос, але виглядає, як пилосос. Засмоктує всередину себе привидів.
- Привидоуловлювач — використовує сигнали з супутника, щоб виявити примари. У першій серії чудово працює, реагуючи на присутність Денні, однак Джек і Медді не надають цьому особливого значення, наполегливо вважаючи, що привидом є їх дочка Джесс.
- Фентон-щит — не пропускає через своє силове поле привидів.
- Фентон-мобіль — всюдихід, обладнений як танк, і має купу пристосувань та зброї для боротьби з примарами.
- Фентон-духовиганялка — з'являється лише в одній серії — «D-stabilized». За задумом Джека, повинна послабити примари і в підсумку змусити його зникнути, однак на ділі виробляє прямо протилежний ефект — привиди, які зазнали впливу цього винаходу збільшуються в розмірах і свірепеють. В кінці серії допомогла Денні стабілізувати Дені.
- Фентон-екстрактор — за задумом повинен безболісно витягати примари з тіла людини, в якого він вселився. Наскільки можна судити по серіалу, своєї функції не виконує і справно робить тільки одне — затягує в себе волосся оточуючих. Присутній в першій серії.
- Фентон-бумеранг — налаштований на пошук будь-якого з членів сім'ї Фентон. В серії «The Ultimate Enemy» відмовляється реагувати на заклик Дарка. У тому ж епізоді десять років блукає по Примарной Зоні, щоб передати застряглому там Денні записку від Джесс. В епізоді «Kindred Spirits» допомагає Сем і Такеру знайти Денні, викраденого Владом і Деніель.
- Дефлектор примар — пояс, який, при контакті з привидом, пускає через його тіло потужний заряд, що послабляє його і, при занадто довгому контакті, можливо, навіть вбиває. Діє на підлозі-примар, в якому б облич вони не були.
- Наручні бластери — маленькі, прикріплені до браслетів бластери, що стріляють екто-променями.
- Мамина губна помада — Це зелена помада і стріляє екто-променями. З'являється в серії «Doctor's Disorders».

## Місцевість

### Парк Дружби (Парк Миру)
Денні та його друзі живуть в невеликому, і здавалося б, тихому містечку під назвою «Парк Дружби (Amity Park)», який, проте, часто відвідують примари. На безлічі рекламних щитів написано: «Welcome to Amity Park. Nice place to live „і“ Amity Park. Life is good», з метою заманити в нього побільше туристів. Найбільш часто з'являються в шоу місцями є школа «Casper High», фастфуд-кафе «тошнилівка (Nasty Burger)», «Торговий центр Еміті Парка (Amity Park Mall)» та «Майстерня Фентон (Fenton Works)».

### Школа «Casper High»
Школа «Casper High» — місце, де вчаться Денні, його сестра, друзі і деякі людські вороги. Школа добре обладнана — в ній є тренажерний зал, басейн, стадіон. У «Casper High» працюють безліч вчителів, наприклад: Містер Ленсер — директор, викладач англійської мови та астрономії; Місіс Тетцлаф — учитель фізкультури; Містер Філука — учитель математики і т. д. Школу часто відвідують примари, і тому, саме вона часто стає полем битви між добром і злом. Casper High з'являється майже в кожному епізоді.

### Тошнилівка
Денні Фентома і його ворогів. Кафе навіть стає одним з ключових елементів епізоду «The Ultimate Enemy», коли в ньому відбувається вибух, пізніше скасований допомогою подорожі крізь час. Одночасно, кафе було знищено за наказом Влада Мастерса, перетворене в «Макмастерс» із забороненим тінейджерам входом і ще пізніше — відновлено ним же.

### Мастерська Фентонів
Мастерська Фентонів (саме так свідчить вивіска) є унікальним будівлею, розміщувати в собі житлові приміщення, генератор анти-примарного щита, майстерню (в підвалі) і лабораторію (на даху). Майстерня з'являється в кожному епізоді, і служить будинком для сім'ї Фентон. Кімнати всіх членів родини розташовані на другому поверсі, лабораторія та генератор щита — на даху, а майстерня і портал в Примарну Зону — в підвалі. На даху розташовується Операційний Центр (вхід — через холодильник), який при потребі стає мобільним, перетворюючись на дирижабль. Також, в декількох епізодах, дирижабль шляхом натискання кнопки, що розташовується в холодильнику, перетворювався в швидкий корабель з реактивними двигунами.

### Торговий центр «Парка дружби»
Amity Park Mall — торговий центр Еміті Парка, що містить безліч відділів, магазинчиків, кафе, в яких часто проводять вільний час мешканці містечка.

### Примарна Зона
«Примарна Зона (The Ghost Zone)» —місце, де живуть всі примари (в перервах між набігами на світ людей). Ця зона — жахливе місце, яке складається з простору, імовірно заповненого повітрям, і невеликих плаваючих на різних рівнях острівців, на кожному з яких знаходяться різні споруди та об'єкти, на деяких з яких живуть привиди, інші ж занедбані. По всій Примарній Зоні в повітрі плавають різнокаліберні двері, іноді є проходами між світом привидів і нашим, а іноді провідні в лігво якогось привида. Переміщення між Парком Миру і Примарною Зоною відбувається за допомогою порталів, один з яких знаходиться у родини Фентон, інший був у Влада Мастерса, а решта портали або існують, як природні (з'являються раптово і через певний час закриваються назавжди), або відкриваються деякими, особливо умілими примарами. До того ж люди в примарній зоні, як примари в нашому світі, можуть проходити крізь стіни, привид не може їх зловити. Також існує карта Примарної Зони, яка показує місцезнаходження порталів, пройшовши через які, людина може опинитися в потрібному місці в потрібний час, сам того не очікуючи, а також може привести людину до його долі, але іноді призводить «туди, куди потрібно» — як висловився Фростбайт.

### Острів Скалкера
Острів Скалкера — тропіко-подібний острів, переобладнаний Скалкером в відмінні мисливські угіддя, напхані пастками. Зазвичай Скалкер ловить свою здобич, випускає її на острів, і починає полювати на неї, як це показано в епізоді «Life Lessons».

### Острів Парія Дарка
Острів Парія Дарка тримає на собі величезний похмурий замок Великого Короля Примарної Зони. Це — одне з найпохмуріших місць Примарної Зони, що служить полем однієї з вирішальних битв епізоду «Reign Storm»), і всього мультсеріалу.

### М'ясоїдний каньйон
Величезний каньйон, що знаходиться в шматку скелі, «плаваючої» десь в Примарній Зоні. Сама назва вже говорить про те, що каньйон є живим, і як їжа йому служать істоти, що випадково залетіли в нього. По суті, весь каньйон — це один величезний рот.

### Острів Фростбайта
Острів, населений Йеті-подібними розумними істотами, відмінно розбираються в медицині і техніці, що славлять Денні Примари, і називають себе «Глубоко Заморожені». Ця раса є дуже давньою, і зберігає багато секретів, в тому числі і Карту Примарної Зони. Денні вони славлять за порятунок Примарної Зони від Парія Дарка.

### Острів Ящикового примари
Острів, на якому знаходиться склад коробок, приналежний скриньковому примарі. Приміщення дуже велике, і саме тому Ящиковий привид вибрав його як свій будинок.

### Акрополіс
Величезний острів плаваючий в примарній зоні. Там знаходиться Лабіринт, і Покої Пандори. Так само там багато різних залів і майданчиків. В Акрополісі мешкає Пандора, а також Медуза — Горгона, кентавр і циклопи. В Акрополісі зберігається Скриня Пандори.

### Палац Влада
У величезному палаці в Вісконсині проживає Влад Мастерс. Точно описати палац скрутно — він кілька разів перебудовувався заново, проте у всіх варіантах стіни замку білі, дахи — жовті, а у внутрішньому оздобленні переважає зелене з позолотою — кольору бейсбольної команди «Пакерс». У палаці точно є секретна лабораторія, оснащена примарним порталом.

## В інших програмах і фільмах
- В мультсеріалі «Псих» (MAD) в серії № 5 першого сезону в блоці «Екстремальний ремонт» коли квартиру Супермена переробили і йому показали шафу в ній пролітав Денні Привид.
- В мультсеріалі «Чарівні Покровителі» в епізоді «Хлопчик-муха» хлопчиком-мухою став Деш Бакстер — хуліган, який вічно б'є Денні.

## Цікаві факти
- Зброя, якою мати Денні знищує привидів в епізоді «Материнський інстинкт», дуже сильно схоже на подвійний світловий меч Дарта Мола.
- В мультсеріалі присутні кілька жартів щодо імен. Так, наприклад, Боксланч — суміш англійських слів box — коробка і lunch — обід, ланч, що є відсиланням до її батьків — Скриньковому примарі й Ланч Леді. Янг Блад — Young Blood, дослівно — молода кров, привид, якого можуть бачити тільки діти. Ембер — Embers — вуглинки, що може бути пов'язано з її вогненним волоссям. Також один з творців серіалу розповів, що Ембер померла у вогні.
- В останній серії («Phantom Planet») в кожній столиці світу була встановлена статуя Денні-примари, який тримає в руці Землю — данина поваги за порятунок планети.
- За мотивами серій «The Ultimate Enemy» та «Urban Jungle» маються гри на портативній консолі Game Boy Advance

| Анімація | Це незавершена стаття про Анімацію. Ви можете допомогти проєкту, виправивши або дописавши її. |